# Brooke Raboutou
Brooke Raboutou, född 9 april 2001 i Boulder, Colorado, är en amerikansk professionell sportklättrare.

## Karriär
Raboutou deltog vid OS 2020. 2023 tog hon brons i VM i klassen bouldering.